# Lutherkirche (Apolda)
Die Lutherkirche in Apolda ist ein evangelisches Gotteshaus, dessen Baustil der Neugotik zuzurechnen ist. Sie befindet sich in der Stadtmitte am Melanchthonplatz und ist das größte der vier Apoldaer Gotteshäuser. Die Lutherkirche wurde von dem Architekten Johannes Otzen entworfen und von 1890 bis 1894 erbaut. Von außen sichtbar auffällig ist die Anlehnung an den für Thüringen unüblichen Stil der Backsteingotik. Zur historistischen Innengestaltung, die hier im Gegensatz zu den meisten anderen vergleichbaren Kirchen unverändert erhalten ist, gehören Skulpturen von Hermann Kokolsky und Wilhelm Haverkamp, die Ausmalung von Otto Berg sowie die farbigen Glasfenster aus der Werkstatt von Maximilian Auerbach. Ebenfalls Teil der Originalausstattung der Kirche ist die Orgel der Firma Wilhelm Sauer mit 48 Registern auf drei Manualen und Pedal.

## Baugeschichte

### Pläne für den Kirchenneubau

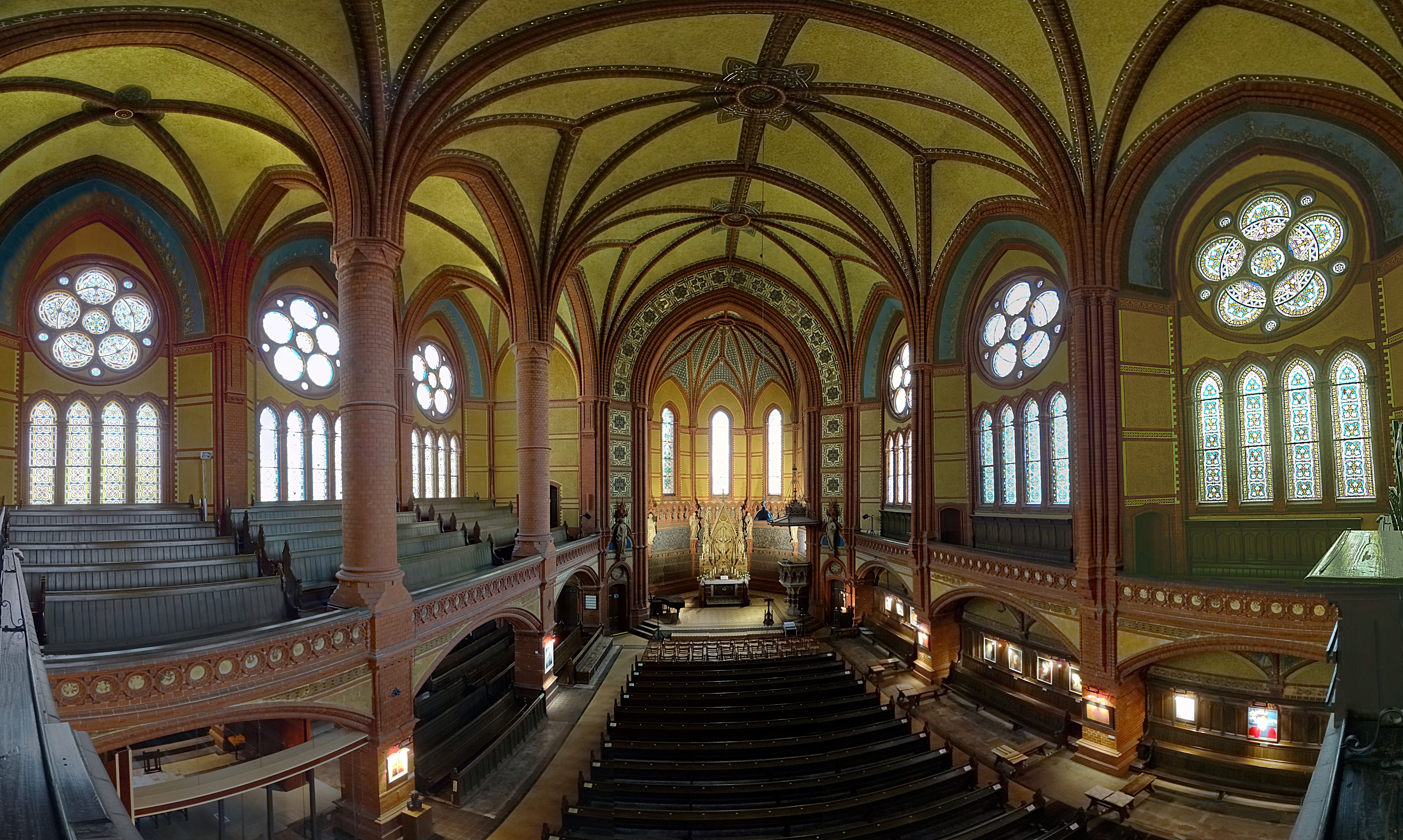
Innenraum-Panorama

Die erste urkundliche Erwähnung Apoldas fällt in das Jahr 1119. Darin wird Apolda als Siedlung mit zwei Kirchen erwähnt, der Martinskirche und der St.-Johannis-Kapelle. Letztgenannte wurde 1524 beim Umbau des Schlosses abgerissen. Im gleichen Jahr nahm Apolda die Lehre Luthers an. Die Martinskirche wurde schrittweise den Bedürfnissen einer großen Gemeinde von Predigthörern angepasst. Da die Sitzplätze angesichts der zunehmenden Bevölkerung dennoch nicht ausreichten, plante man seit 1720 einen Neubau. Dieses Unternehmen kam allerdings 1738 wieder zum Erliegen.
Erst 103 Jahre später bildete sich eine Bürgerinitiative zum Bau einer neuen Kirche. Es wurde ein Baufonds gegründet, welcher vom Kirchenbauverein verwaltet wurde. Anlässlich des 300. Todestages des Reformators 1846 gab sich der Verein den Namen Luther-Verein. Es vergingen jedoch noch fast fünf Jahrzehnte, bis der Wunsch der Bevölkerung nach einem großen Kirchenneubau in Erfüllung ging.

### Grundsteinlegung und Richtfest
Der Bau der Lutherkirche war auf 307.000 Mark veranschlagt worden und wurde größtenteils mit Spendengeldern der Apoldaer Bürger finanziert. Am 29. Juni 1890 kam es zur Grundsteinlegung für die Kirche am Antonienplatz, dem heutigen Melanchthonplatz. Bereits im Jahr 1890 konnte das Gelände, von dem ein Teil einst als Friedhof genutzt wurde, durch die evangelische Kirchgemeinde von der Stadt erworben werden. Der feierlichen Grundsteinlegung war ein Gottesdienst in der Martinskirche vorausgegangen. Die Ansprache zum Gottesdienst, dem auch der Geheime Regierungsrat Kuhn und der Generalsuperintendent Hesse beiwohnten, wurde vom Superintendenten Küchler gehalten. Die Zeitkapsel des Grundsteins enthält Aufzeichnungen und Urkunden über die Grundsteinlegung, die Geschichte des Luthervereins, die Verhältnisse der Stadt Apolda, die Spenden für den Kirchenbau sowie weitere Formulare und Unterlagen. Nach den Plänen des Berliner Architekten Johannes Otzen, einem der bedeutendsten Kirchenbaumeister des 19. Jahrhunderts, begannen am 23. Juli 1891 die Arbeiten. Die Bauleitung übte der Architekt Adolf Cornehls aus.
Am 6. Oktober 1892 wurde das Richtfest gefeiert, und am 7. Juni 1894 erfolgte der Weihegottesdienst durch den Geheimen Kirchenrat Förtsch aus Mellingen. An der Weihe nahmen unter anderem auch  Großherzog Carl Alexander und  Großherzogin Sophie sowie Erbherzog Carl August und seine Gemahlin Pauline teil. Kirchenrat Förtsch predigte über das Thema Über deine Pforte, o Heiligtum, schreiben wir das große Wort: „Es ist in keinem andern Heil als in Christo.“ Zu einer Heilsstätte sei darum geweiht: Das Heil in Christo deine Bittschaft, dein Leben, deine Verheißung.

## Architektur

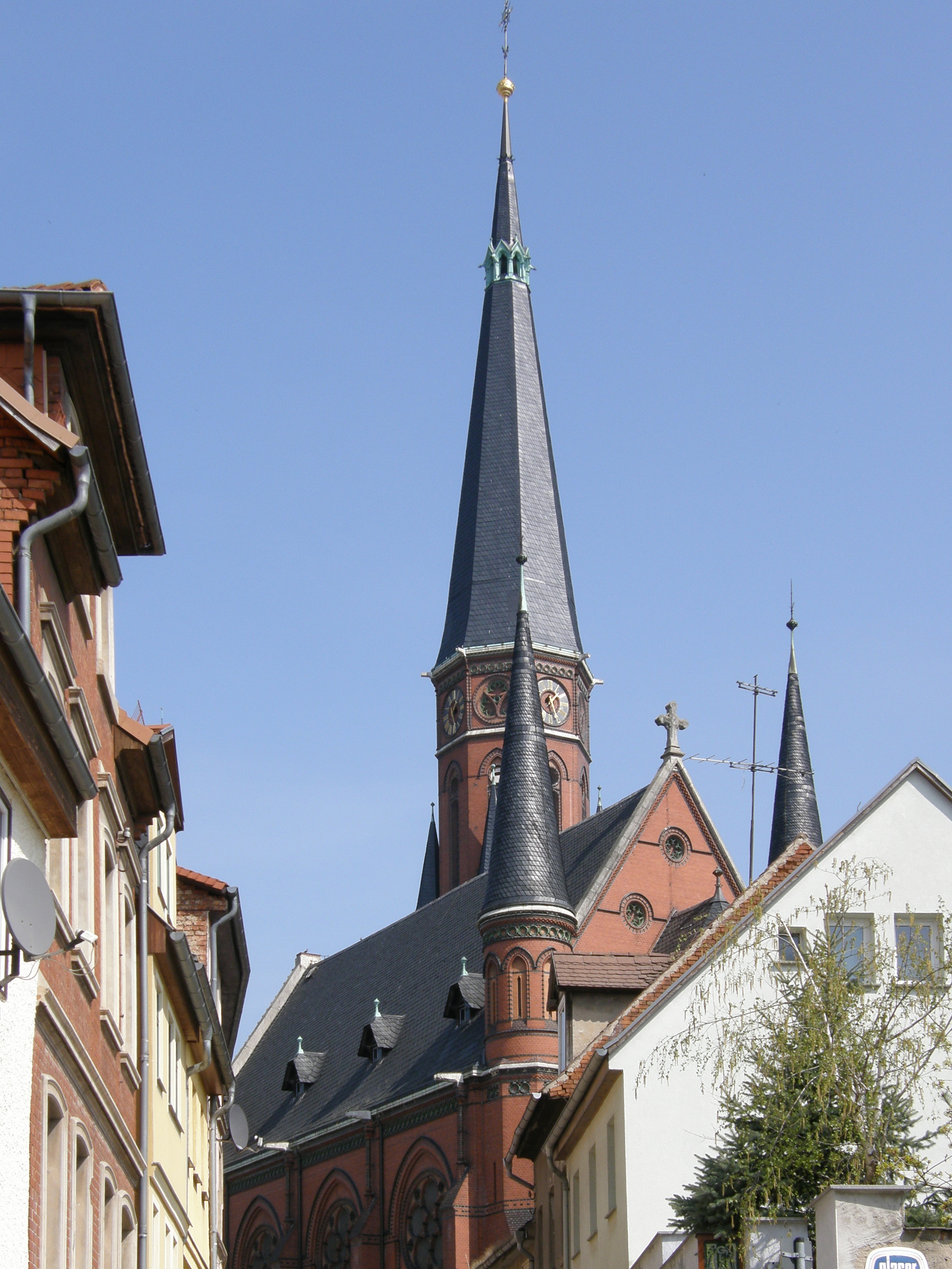
Ansicht vom Lindenberg
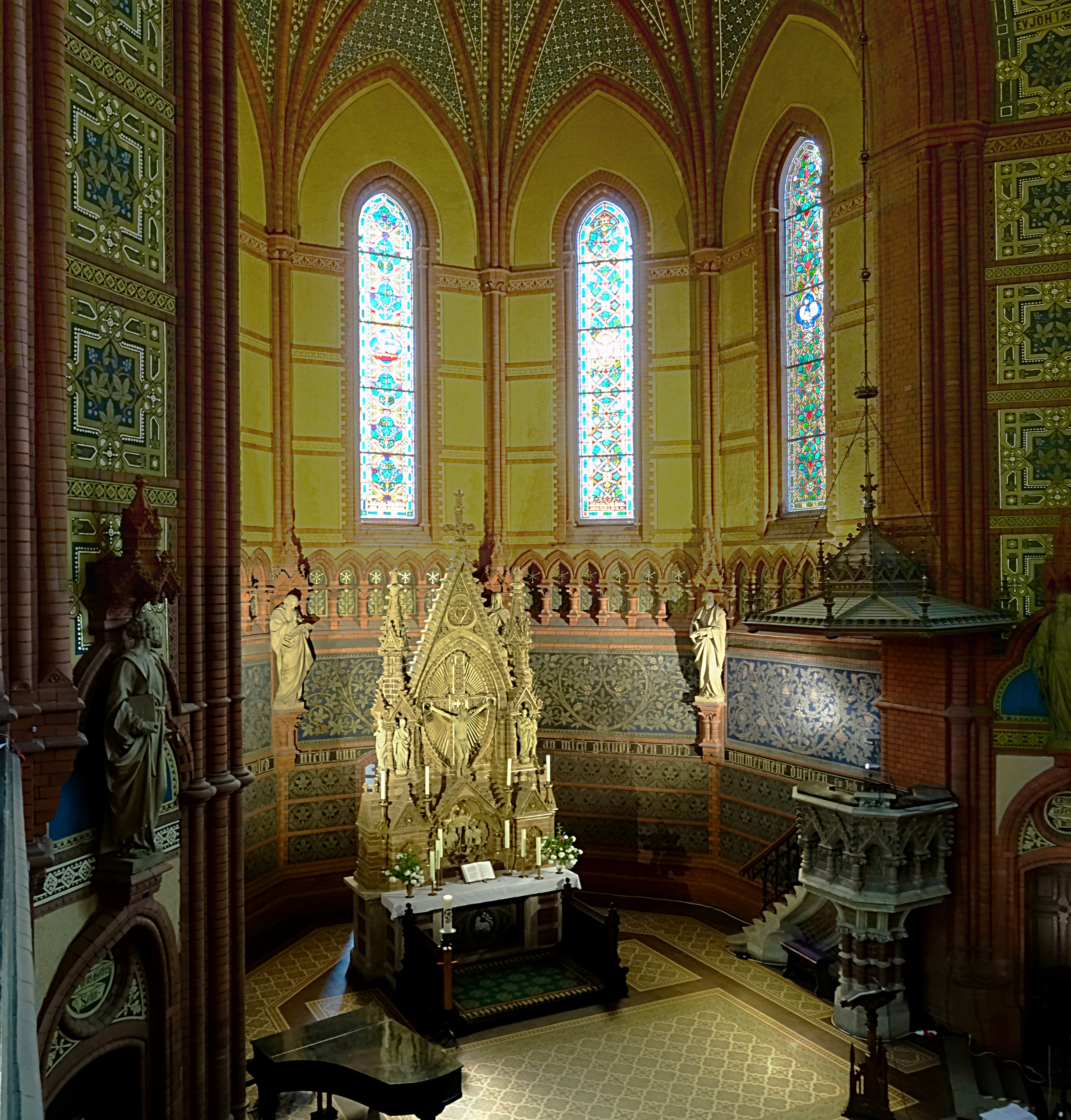
Historistische Innengestaltung unverändert erhalten
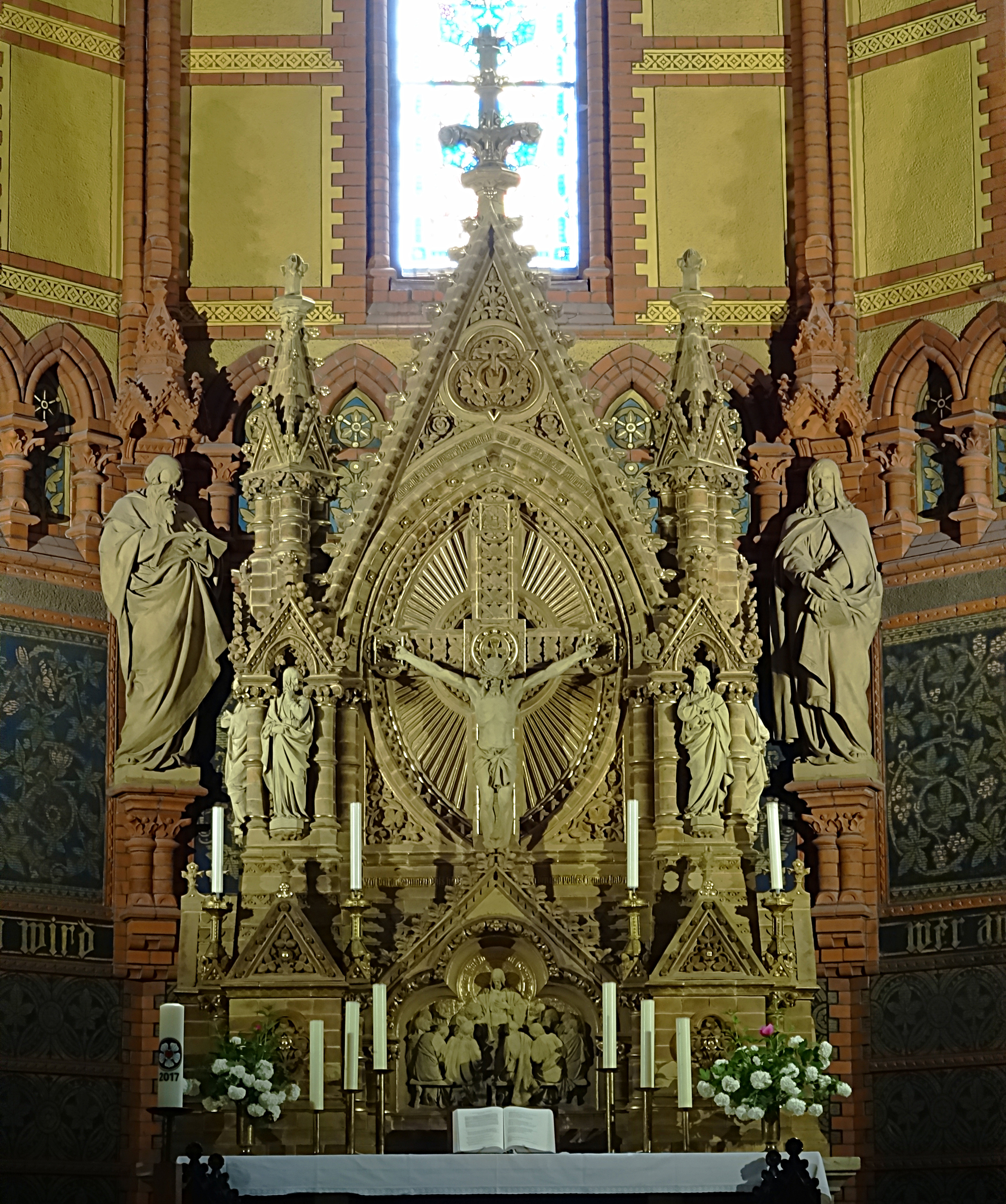
Altar, von unten nach oben: Abendmahl, vier Evangelisten, Christus am Kreuz, Apostel Paulus und Petrus

Die Lutherkirche befindet sich auf der nördlichen Seite des Melanchthonplatzes und ist asymmetrisch: mit dem linken Seitenschiff eine zweischiffige Emporenhalle, mit der Gliederung der rechten Seite in nur durch kleine Durchgänge verbundene Einsatzkapellen (jedoch ohne liturgische Nutzung als Kapellen) außerdem eine Wandpfeilerkirche. Der etwa 72 m hohe Hauptturm erhebt sich an der linken Ecke der Eingangsseite. Die Asymmetrie des Grundrisses erwies sich als liturgisch vorteilhaft. So sind die Sitzbänke des Hauptschiffes in gerader Anordnung auf den kurzen, fünfseitigen Chor ausgerichtet. In seiner Mitte steht der Altar, links seitlich der Taufstein, am rechten Chorgewände die Kanzel. Von der der Kanzelseite gegenüberliegenden, das Seitenschiff in voller Breite einnehmenden Empore bietet sich ein günstiger Blick zu Kanzel, Altarraum und Orgel. Erwähnenswert ist, dass der Altar in Richtung Südwest steht und damit nicht der traditionellen Orientierung nach Osten folgt.
Die mit der Seitenempore verwirklichte Horizontalgliederung nimmt die geräumige Orgelempore auf der Eingangsseite und eine Art Umgang auf der Kanzelseite des Schiffs auf. Im Gegenzug setzt der Architekt mit nach innen gezogenen Strebepfeilern und über den Emporen aufsteigenden Rundpfeilern deutlich Vertikalen. Arkadenbögen und Rippengewölbe schließen das großräumige Schiff nach oben ab. Das Gewölbe ist neben den viergliedrigen, oben durch fünfseitige Rosetten unterteilten Hauptfenstern der besondere architektonische Schmuck des Inneren. Zum warmen Ton der unverputzten Ziegel der Architekturglieder tritt dezente Dekorationsmalerei und das geheimnisvolle Leuchten der vollständig mit Teppichmustern verglasten Fenster. Sie wurden nach Entwürfen des Architekten von den Glasmalerei-Werkstätten Victor von der Forst aus Münster und Auerbach & Co. aus Berlin ausgeführt. In die schlanken Spitzbogenfenster des Chores sind Medaillons mit christlichen Symbolen eingelassen.
Das Bildprogramm erstreckt sich auf Chorbogen, Chorwand und Altar. Ins Auge fallen besonders die Statuen der Apostel Paulus und Petrus am Chorbogen, welche vom Berliner Bildhauer Hermann Kokolsky geschaffen wurden. Als unteres Altarbild ist ein Relief mit der Darstellung des Abendmahls eingefügt, das nach Jesu Worten in fortwährender Wiederholung seinen Segen mitteilt. Darüber sieht man Christus am Kreuz mit dem Zuspruch: Ich bin gekommen, dass sie das Leben und volle Genüge haben. In den Baldachinen neben dem Kruzifix fanden die vier großen Propheten Aufstellung. Die Figuren der vier Evangelisten aus der Bildhauerwerkstatt Haverkamps umstehen die Chorwände.

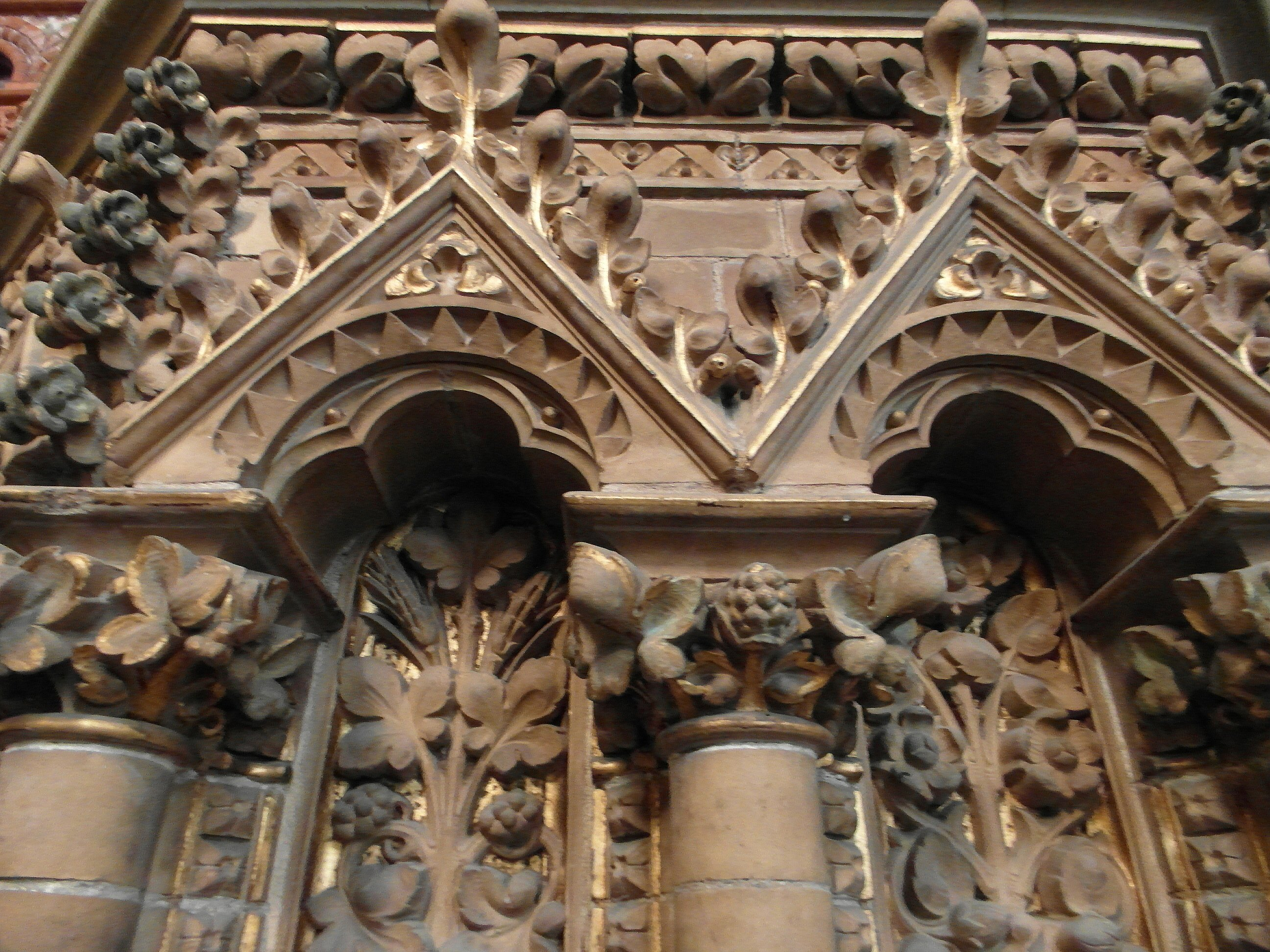
Blendnischen und Wimperge im Stil der Werkstein-Gotik, hier aus Terrakotta
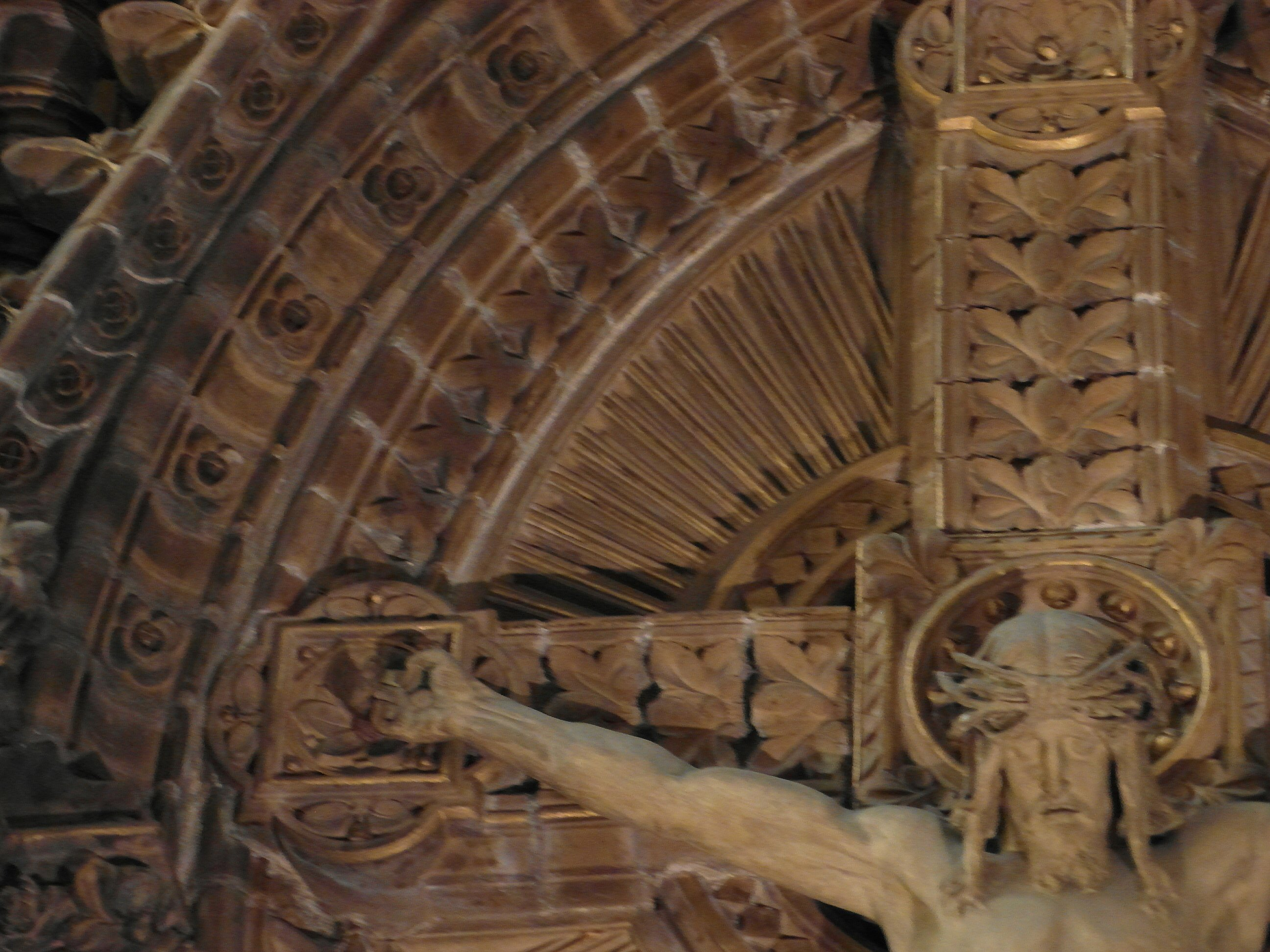
Backsteinformen im Altar
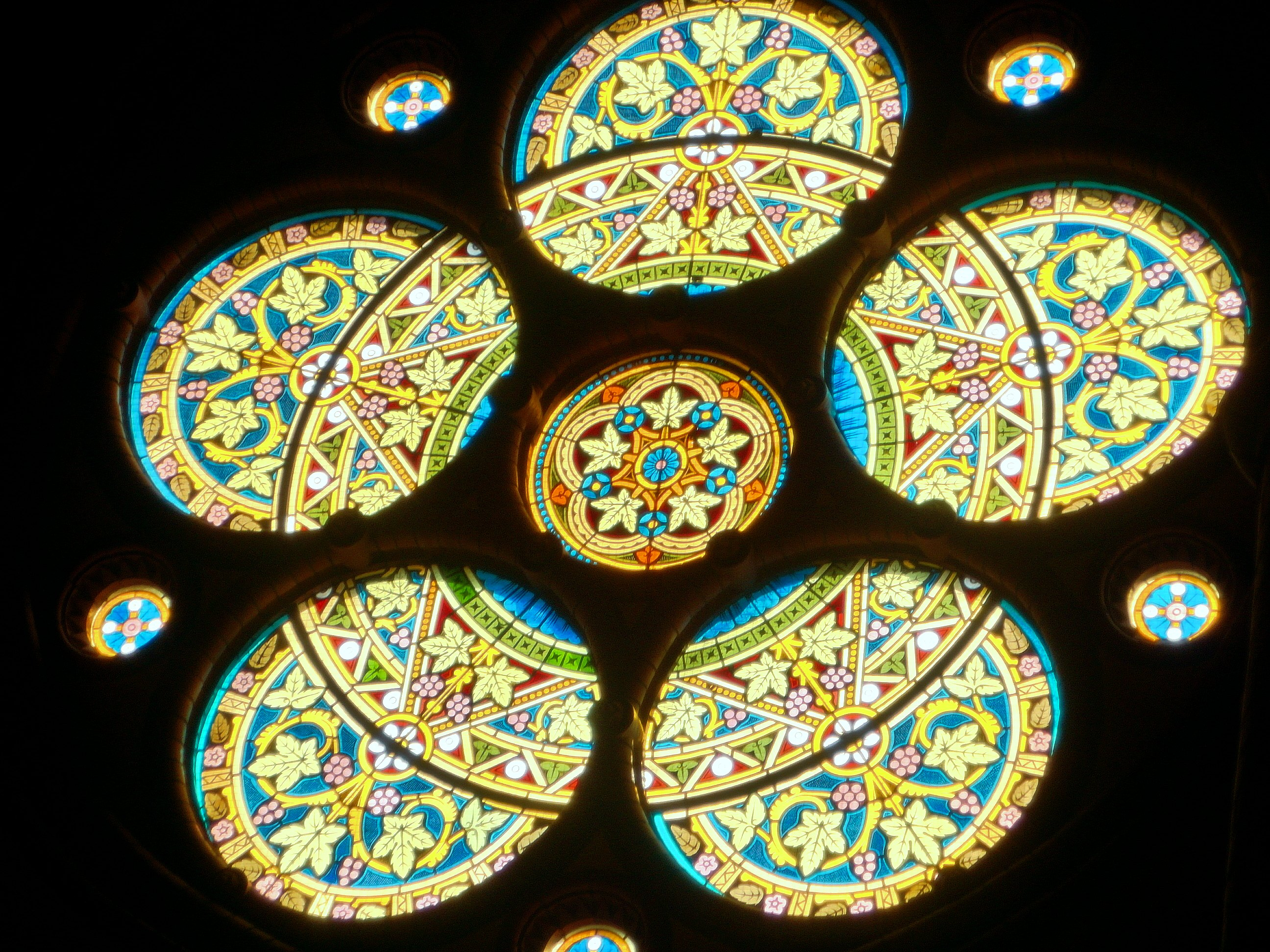
Buntglas-Rosette, Werkstatt von Maximilian Auerbach

## Ausstattung

### Glocken
Die größte Kirche der Glockenstadt Apolda hat eine Glocke aus dem Jahr 1722, die von Johann Christoph Rose gegossen wurde (Nominal: e1, eine Dur-Terz-Glocke). Damals sollte vermutlich schon auf den Bau einer neuen Kirche hingewirkt werden, der erst Ende des 19. Jahrhunderts mit der Lutherkirche ausgeführt wurde. Gleichzeitig wurde so die Apoldaer Tradition der Glockengießerei begründet.
Die große Glocke (Nominal: cis1) musste zweimal erneuert werden. Die heutige Glocke wurde 1950 von Franz Schilling junior gegossen, nachdem die Vorgängerin zu Kriegszwecken eingeschmolzen worden war. Die kleine Glocke (Nominal: gis1) wurde 1870 von Carl Friedrich Ulrich für die bereits geplante Lutherkirche hergestellt.
Die Lutherkirche Apolda hat somit – als Besonderheit und Alleinstellungsmerkmal über Apolda hinaus – ein Geläut mit je einer Glocke aus jeder der einstigen drei traditionsreichen Glockengießereien in Apolda.
| Foto | Gießer/ Gießort                               | Gussart                      | Jahr | Ø (mm)                      | Gewicht (kg)          | Nominal                    | Glockenzier und Inschriften | Glockengeschichte |
| ---- | --------------------------------------------- | ---------------------------- | ---- | --------------------------- | --------------------- | -------------------------- | --- | --- |
|      | Franz Schilling Söhne (Apolda) Nr. 6242       | Bronze                       | 1950 | 1459                        | 2100 oder 1985        | cis1 oder des1             | Schulter /♰ O REX GLORIE//CHRISTE/ Schulter (andere Seite) /VENI//CUM//PACE/ Flanke Taube über dem Wasser als Ritzzeichen und Gießerzeichen Wolm /wachet, stehet im glauben seid männlich und seid stark/ | 1722 Bronzeglocke Johann Christoph Rose (Apolda); 23. April 1913 zersprungen; 1913 Bronzeglocke Franz Schilling Söhne (Apolda); 6. Februar 1942 Abnahme und Einschmelzen                            |
|      | Johann Christoph Rose (Apolda)                | Bronze                       | 1722 | 1223                        | 1180                  | e1                         | „Wintzersche Vermächtnisglocke“; Schulter Fries aus dichten Blättern und Ranken; zwischen zwei runden Wülsten /Zu dieser Glocke hat Herr Johann Niclaus Wintzer seel. sein Vermögen durch Testament vermacht/breiter, dichter Blätterfries; mehrere Engelsköpfe als Reliefdarstellung Wolm ein runder Reifen Schlag zwischen zwei runden Reifen/Durch Gottes Hülfe gos mich Johann Christoph Rose in Apolda. Anno 1722/                | 26. Juli 1723 durch Großherzog verfügt: „dass die Wintzersche Glocke zu anderen auf das Schloß gebracht werde…“; 1942 nach Ilsenburg abgeliefert (11-23-4 B); 1948 Rückkehr (Liste 4. Februar 1948) |
|      | Carl Friedrich Ulrich (Apolda)                | Bronze                       | 1870 | 955                         | 560                   | gis1                       | Schulter zwischen zwei runden Reifen kleiner Roncaillefries; kleiner Blatt- und Bogenfries; an einem runder Reifen hängende Akanthusvoluten Flanke /SOLI DEO GLORIA//ZUR FREUDE ERTÖNE ICH//ZUR ANDACHT RUFE ICH//IN DER NOTH KLAGE ICH/Flanke (andere Seite)/IM JAHRE DES GROSSEN KRIEGES//ZWISCHEN DEUTSCHLAND UND FRANKREICH 1870//WARD ICH GESTIFTET VON GOTTLIEB REUSCHEL HIER//GEGOSSEN VON C. F. ULRICH/ Wolm zwei runde Reifen | |
|      | Franz – Peter Schilling (Waren an der Müritz) | Glockenspiel: Kupfer/ Mangan | 1989 | 600 540 500 470 450 430 400 | 120 80 50 42 34 26 20 | a2 h2 cis3 dis3 d3 e3 fis3 | 7 Glocken | Teile des großen Glockenspiels für den Glockenturm auf dem Schlossberg zum 700-jährigen Stadtjubiläum stehen verkehrt herum; mit der Hand anzuschlagen; 7. Juni 2005 erstmals erklungen             |

### Orgel

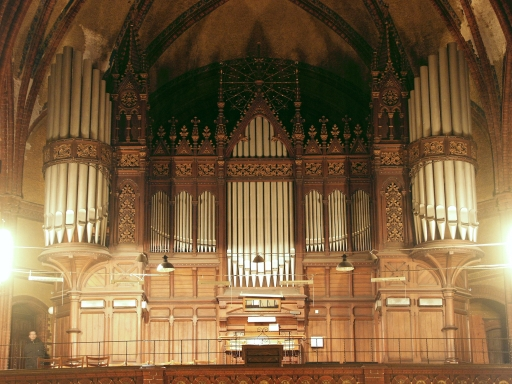
Die Sauer-Orgel der Lutherkirche

Die Orgel der Lutherkirche wurde 1894 von der Firma Wilhelm Sauer in Frankfurt (Oder) erbaut. Sie ist ein typisches Beispiel für den Orgelbau der deutschen Spätromantik.
→ Hauptartikel: Orgel der Lutherkirche (Apolda)

## Nutzung

### Im Deutschen Kaiserreich und in der Weimarer Republik
Die Lutherkirche war von Anbeginn, besonders an den hohen Festtagen, an denen sich eine sehr zahlreiche Gottesdienstgemeinde einfand, mit ihren 1000 Sitzplätzen ein würdiger Versammlungsraum für Gottesdienste, Wochenandachten, Trauungen, Taufen und andere Veranstaltungen der Kirchengemeinde. Auch zu Festvorträgen bei Versammlungen kirchlicher Werke wie dem Gustav-Adolf-Verein oder bei Missionsveranstaltungen wurde die große Kirche gebraucht.
Die Lutherkirche mit ihrer wertvollen Sauer-Orgel wurde zugleich der Dienst- und Veranstaltungsort für den Stadtkantor, der schließlich im Range eines Kirchenmusikdirektors die musikalische Verantwortung für die Gestaltung der Gottesdienste und Feiern trug. Mit der Orgel wurde der Gemeindegesang begleitet, aber sie diente auch als Konzertorgel und als Continuo-Instrument bei der Gestaltung größerer Kirchenmusiken, denn die Kantoren an dieser Kirche übten zum Teil eine beachtlich vielfältige musikalische Tätigkeit aus. Dazu gehörte die Einübung kleinerer, aber auch anspruchsvoller Chorwerke und Oratorien, zum Beispiel die Aufführung großer Meister wie Bach und Mozart. Neben dem vierstimmigen gemischten Chor gingen die Kirchenmusiker auch an die Einübung jugendlicher Sänger bis hin zu Kinderchören.
Selbstverständlich war der weihevolle Rahmen, den das Bauwerk mit seinen Funktionen (Versammlungshalle, Orgel, Glockengeläut) darstellte, auch ein beliebter Ort für die Ausgestaltung von Trauungszeremonien, und das besonders für die betuchteren Familien aus bürgerlichen Kreisen, die diese Kirche gern zur persönlichen Repräsentation nutzten. Apoldaer Fabrikantenfamilien sowie Inhaber von Beamtenstellen, aus den Verwaltungen und Gerichten gehörten naturgemäß zu den verlässlichsten Gebern von Spenden und Dotationen. Arbeiterfamilien und Familien aus den unteren Schichten der Bevölkerung, waren – wie generell im ganzen Reich – eher seltener bei den Besuchern dieses Gotteshauses zu finden.

### In der Zeit des Nationalsozialismus
Seit 1933 war die evangelische Lutherkirche eine Hochburg der Deutschen Christen (DC). Bereits bei der ersten Kirchenwahl am 22. Januar 1933 erhielt diese Fraktion für die Abgeordneten des Thüringer Landeskirchentages 46 Prozent der abgegebenen Stimmen der eingetragenen Apoldaer evangelisch-kirchlichen Wählerschaft. Als im Juli 1933 wiederum Kirchenwahlen anstanden, gaben 92 % ihre Stimme den DC. Folgerichtig setzten sich seitdem Kirchenvertretung und Kirchenvorstand vollständig aus Vertretern dieser Richtung zusammen.
Einer der wichtigsten Gewährsmänner für diese Entwicklung war der langjährige Stadtkantor Willy Tränckler (1885–1962), der 1919 dieses Amt von seinem Vater Karl Tränckler übernommen hatte. Er entwickelte sich von einem deutsch-nationalen Lehrer/Oberlehrer und Kantor, der den in der Weimarer Republik anfänglich an Einfluss gewinnenden Arbeiterparteien ablehnend-feindlich gegenüberstand, zu einem völkisch fühlenden Mitglied des NSDLB und der NSDAP und wurde der erste und langjährige Bezirksleiter der Deutschen Christen in Apolda. Er betätigte sich als Mitglied aktiv im 1928 gegründeten „Kampfbund für deutsche Kultur“. Während er 1923 noch ganz unbefangen ein Mendelssohn-Konzert gab, veränderte sich mit der Zeit sein Repertoire – natürlich unter Beibehaltung der anerkannten musikalischen Klassiker – unter Aufnahme heimattümelnder und völkischer Blut-und-Boden-Komponisten. So führte er am 14. Oktober 1938 das Oratorium von Hermann Grabner „Segen der Erde“ auf. Dabei wirkte auch die „Liedertafel“ mit (deren Chorleiter er war), ein Mädchenchor sowie eine „Kapelle Kölleda“, die nichts anderes war als der SA-Musikzug dieses Städtchens. Auch als sich das ursprünglich positive Verhältnis der Partei zu den Kirchen abgekühlt und partiell bis zu einem feindschaftlichen Gegenüber verändert hatte, hielt Tränckler an seiner Treue zum NS-Staat fest, der inzwischen den Zweiten Weltkrieg in Gang gesetzt hatte. Mit den von ihm geleiteten Betriebschören „Wella-Chor“ (der Franz Ströher AG) und dem Werkschor der Firma Gebrüder Thiel GmbH trat er mit Platzkonzerten bei „Reichsstraßensammlungen“ und ähnlichen Propagandaaktionen der NSDAP auf. Anlässlich seines 25-jährigen Dienstjubiläums 1944 wurde ihm von der Kirchenleitung der Titel „Kirchenmusikdirektor“ verliehen.
Das kirchliche Regime der Deutschen Christen, speziell in Apolda, hatte demzufolge prägende Auswirkungen, von denen einige beispielhaft erwähnt werden sollen:
1. Oberpfarrer Gustav Thöllden begrüßte in einer Sitzung der Kirchenvertretung vom 4. Mai 1933 die Forderung Hitlers nach einem „Neuaufbau“ des Volkslebens, bei dem man mitwirken wolle, indem man für die Lutherkirche eine neue Beleuchtungsanlage installieren würde. Der Zeitungsberichterstatter schreibt: „In dem Abendgottesdienst anlässlich des Feiertags der nationalen Arbeit brannte bereits ein Probekörper.“
2. Der Erntedankgottesdienst Anfang Oktober 1933 wurde mit „Sprechchören der hiesigen Hitlerjugend und Jungmannen“ begangen. Nachdem ein Segensspruch erfolgt war, konnten alle Teilnehmer mit verfolgen: „Ein aus weißen Dahlien gewundenes Hakenkreuz wurde überreicht und auf den Altar gestellt.“
3. Im Februar 1936 fanden in der Lutherkirche sogenannte „Landeskirchliche Aufbau-Abende“ statt, bei denen drei auswärtige Pfarrer zur „Volkwerdung“ der Deutschen referierten. Unter den Gegnern des neuen Staates sahen die Referenten nicht nur „gottlose Marxisten“ und die „religiös Gleichgültigen“, sondern natürlich auch die Juden. Bei der Beantwortung der thematischen Frage des zweiten Abends „Wer zerstört Volk?“ zitiert das berichtende Tageblatt den Referenten des Abends, Pfarrer Scheibe aus Jena, mit den Worten: „Der untreue Mensch, der Verräter-Mensch, der ewige Judas zerstöre täglich Volk.“
4. Auch zu Militär und Krieg hörten die Besucher der roten Backsteinkirche kein kritisches Wort, im Gegenteil. Nach dem wenige Wochen dauernden Krieg gegen Polen 1939 wurden beim Einmarsch in Warschau nicht nur für sieben(!) Tage eine Stunde lang mittags die Glocken der Lutherkirche geläutet, sondern dorthin auch zum „Dank- und Gedächtnisgottesdienst“ eingeladen. Als die Wehrmacht 1940 ihre ersten großen Siege gegen die Benelux-Staaten und Frankreich errungen hatte, feierten die Evangelischen im Gotteshaus einen „Dank- und Bittgottesdienst für Sieg und Kampf des Deutschen Volkes“ – wieder mit siebentägiger mittäglicher Glockenbegleitung.

### Nachkriegszeit, DDR und vereinigtes Deutschland
In den Jahren nach dem Untergang der NS-Diktatur veränderte sich allmählich auch die gesellschaftliche Bedeutung, die diesem Kirchengebäude in seiner öffentlichen Wahrnehmung eingeräumt wurde. In dem Maße, wie sich in der SBZ und dann in der DDR als ganzer die politische Hegemonie einer kirchenfernen, in Teilen auch kirchenfeindlichen Partei, der SED, durchgesetzt hatte, verlor auch dieses Kirchengebäude seine Ausstrahlungskraft auf die Masse der Einwohner. Dazu kamen die wegen der langjährigen prekären Situation bei der baulichen Unterhaltung und Pflege des Gebäudes mehr und mehr zunehmenden Schäden und Abnutzungserscheinungen. Regendurchlässige Dächer hatten große Putzschäden im Inneren hervorgerufen, die farbige Ausmalung blätterte ab. Immerhin wurde auch zu DDR-Zeiten einmal der Turm der Kirche neu beschiefert und wurden Ausbesserungen an den Dächern vorgenommen. Jahrelang konnte wegen der angespannten Lage im Energiesektor auch die Heizungsanlage nicht betrieben werden. Die kontinuierlich zunehmenden Kirchenaustritte taten ein Übriges dazu, dass auch die schrumpfende Stadtkirchgemeinde sich mehr auf die Martinskirche zurückzog – hatte sie doch in ihr einen überschaubaren und leichter zu pflegenden Kirchenraum, der den bedeutend kleiner gewordenen kirchlichen Ansprüchen genügte. Ungeachtet dessen hat der einige Jahrzehnte in Apolda wirkende Kirchenmusikdirektor Werner Sporn (A-Kirchenmusiker) auch zu DDR-Zeiten in der großen Kirche beachtliche kirchenmusikalische Aktivitäten initiiert, und ein beständiger Kreis sangesfreudiger Chorsänger blieben ein Reservoir, mit dem auch er ein- oder zweimal jährlich ein größeres Werk aufführte. Anhaltend beliebt war vor allem die Darbietung des Weihnachtsoratoriums von Bach, das sogar vor einer gefüllten Kirche festlich präsentiert wurde. Im Jahr 1986 trat er in den Ruhestand. Seit dieser Zeit nahm der B-Kirchenmusiker Armin Unger diese Stelle ein.
Nach den politischen Veränderungen von 1989 begann auch für dieses Kirchengebäude eine neue Phase in seiner Bestandserhaltung und -pflege. Die Dächer konnten insgesamt neu gedeckt werden, eine Ölheizung wurde eingebaut, und auch im Innern des Gotteshauses entwickelten sich neue Aktivitäten. Die ev. Kirchgemeinde entdeckte vor allem – auch genötigt durch die gesellschaftliche Minderheitssituation, in die sie schon lange geraten war – die Notwendigkeit einer „offenen Kirche“. Nun werden regelmäßig dort künstlerische Ausstellungen angeboten. Ein kirchgemeindlicher Betreuungsdienst kümmert sich um die Aufsicht während der Öffnungszeiten. Seit 1996 sorgten jugendliche und z. T. enthusiastische Kantoren wie der A-Kirchenmusiker Stefan Hardt für einen weiteren Aufschwung auch im kirchenmusikalischen Leben. Es bildete sich ein Ökumenischer Oratorienchor, als sinnvolle Kooperation mit der katholischen Gemeinde, die in vergleichbarer Minderheitssituation lebt. Auch Werke neuer Komponisten werden aufgeführt.

## Ausstellungen (Auswahl)
- Margarete Schilling: Figürliche Ritzzeichnungen auf historischen Glocken aus dem 13. – 15. Jahrhundert. Ausstellung in der Lutherkirche Apolda, 5. Juni 2013 – 13. Oktober 2013
- 2008 kuratierte Michael von Hintzenstern im Stadtmuseum Weimar die Ausstellung zum 100. Todestag von Alexander Wilhelm Gottschalg. Die Ausstellung war auch in Tiefurt (Juli–August 2010), im Lutherhaus Eisenach, in Erfurts Michaeliskirche und Apoldas Lutherkirche zu sehen.